# Marie Baumann
'Marie Baumann' est un cultivar de rosier obtenu en 1863 par les rosiéristes alsaciens Constantin et Joseph Baumann, installés alors à Bollwiller dans le Haut-Rhin,. Ce rosier original figure encore dans certains catalogues destinés aux amateurs de roses à l'aspect romantique.

## Description
Cet hybride remontant séduit par la couleur carmin de ses fleurs et leur parfum prononcé. Celles-ci sont doubles (17-25 pétales), plutôt globuleuses et leur floraison en bouquets est remontante. Le buisson s'élève à 120 cm.
'Marie Baumann' résiste au froid (zone de rusticité 6b à 9b). Il peut être susceptible au mildiou.
Ce rosier est issu de 'Général Jacqueminot' (hybride remontant, Roussel 1853) x 'Victor Verdier' (hybride remontant, Lacharme 1859).

## Descendance
Par croisement avec 'Dorothy Perkins', il a donné naissance à 'Fragezeichen' (Böttner 1910).